# (1) Cérès
Pour les articles homonymes, voir Cérès.
Vous lisez un « article de qualité » labellisé en 2008.  Il fait partie d'un « thème de qualité ».
(1) Cérès (désignation internationale (1) Ceres) est un astéroïde et une planète naine du Système solaire. C'est la seule planète naine située dans la ceinture d'astéroïdes, dont elle constitue environ un tiers de la masse totale. Son diamètre est d'environ 950 kilomètres. 
Elle est découverte le 1er janvier 1801 par Giuseppe Piazzi et porte le nom de la déesse romaine Cérès. Avec une magnitude apparente qui évolue entre 6,7 et 9,3 dans le spectre visible, Cérès n'est pas observable à l'œil nu.
Elle possède une forme sphérique, à la différence des corps plus petits, qui ont une forme irrégulière. Sa surface est probablement composée d'un mélange de glace d'eau et de divers minéraux hydratés (notamment des carbonates et de l'argile), et de la matière organique a été décelée. Il semble que Cérès possède un noyau rocheux et un manteau de glace. Elle pourrait héberger un océan d'eau liquide, ce qui fait d'elle une cible pour la recherche de vie extraterrestre. Cérès est entourée d'une atmosphère ténue, contenant de la vapeur d'eau et alimentée par des geysers.
En 2007, la sonde spatiale Dawn de la NASA est lancée afin de l'explorer. Après avoir étudié l'astéroïde Vesta en 2011-2012, elle est dirigée vers Cérès, autour de laquelle elle est placée sur une orbite de rayon 61 000 kilomètres le 6 mars 2015. Son orbite est ensuite abaissée successivement pour fournir des observations plus précises, puis son carburant s'est épuisé le 31 octobre 2018, et Dawn est depuis un satellite passif de Cérès.

## Cérès dans l'histoire de l'astronomie

### Découverte

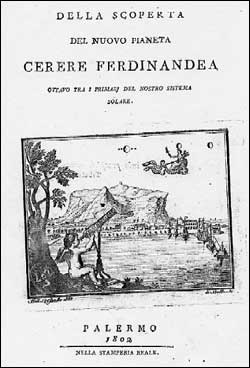
Couverture du livre de Piazzi « Della scoperta del nuovo pianeta Cerere Ferdinandea » donnant un aperçu de la découverte de Cérès.

L'idée selon laquelle une planète inconnue pourrait exister entre les orbites de Mars et Jupiter fut proposée pour la première fois par Johann Elert Bode en 1768. Ses suggestions étaient basées sur la loi de Titius-Bode, une théorie désormais obsolète proposée par Johann Daniel Titius en 1766,. Selon cette loi, le demi-grand axe de cette planète aurait été d'environ 2,8 ua. La découverte d'Uranus par William Herschel en 1781 accrut la confiance dans la loi de Titius-Bode et, en 1800, vingt-quatre astronomes expérimentés combinèrent leurs efforts et entreprirent une recherche méthodique de la planète proposée,. Le groupe était dirigé par Franz Xaver von Zach. Bien qu'ils n'aient pas découvert Cérès, ils trouvèrent néanmoins plusieurs autres astéroïdes.
Cérès fut observée pour la première fois le 1er janvier 1801 par Giuseppe Piazzi, alors directeur de l'observatoire astronomique de Palerme en Sicile. Piazzi découvrit Cérès par accident, alors qu'il cherchait à observer la 87e étoile du Catalogue d'étoiles zodiacales de Nicolas-Louis de Lacaille. À la place de cette étoile, aujourd'hui identifiée à HR 1110, Piazzi observa un objet se déplaçant sur la voûte céleste, qu'il prit d'abord pour une comète.
Piazzi observa Cérès 24 fois, la dernière fois le 11 février. Le 24 janvier 1801, Piazzi annonça sa découverte par des lettres à plusieurs collègues italiens, parmi lesquels Barnaba Oriani à Milan. Il la décrivit comme une comète, mais remarqua que « puisque son mouvement est lent et uniforme, il m'a semblé à plusieurs reprises qu'il pourrait s'agir de quelque chose de mieux qu'une comète. » En avril, Piazzi envoya ses observations complètes à Oriani, Bode et Lalande à Paris. Elles furent publiées dans l'édition de septembre 1801 du Monatliche Correspondenz.
Peu après sa découverte, Cérès s'approcha trop près du Soleil dans le champ de vision terrestre, et ne put être observée à nouveau ; les autres astronomes ne purent confirmer les observations de Piazzi avant la fin de l'année. Cependant, après une telle durée, il était difficile de prédire la position exacte de Cérès. Afin de retrouver l'astéroïde, Carl Friedrich Gauss développa une méthode de déduction de l'orbite basée sur trois observations. En l'espace de quelques semaines, il prédit celle de Cérès et communiqua ses résultats à Franz Xaver von Zach, éditeur du Monatliche Correspondenz. Le 31 décembre 1801, von Zach et Heinrich Olbers confirmèrent que Cérès avait été retrouvée près de la position prévue, validant ainsi la méthode.

### Nom
À l'origine, Piazzi suggéra d'appeler cet objet « Cérès Ferdinandéa » (en italien : Cerere Ferdinandea), d'après la déesse romaine Cérès et le roi Ferdinand III de Sicile,. Cérès était la déesse protectrice de la Sicile et Ferdinand III (qui devint Ferdinand Ier des Deux-Siciles en 1816) était son mécène, alors réfugié à Palerme car le royaume de Naples (dont il était également roi) avait été conquis par les armées françaises en 1798.
Par la suite, pour des considérations diplomatiques, seule la première partie du nom fut conservée. Cérès fut également appelé Héra en Allemagne pendant une brève période. En Grèce, elle est appelée Δήμητρα (Dḗmētra, Déméter), d'après le nom en grec moderne de la déesse grecque équivalente à Cérès. Lorsque le nom « Déméter » fut attribué à son tour à l'astéroïde (1108) Déméter, cela créa un problème dans la langue grecque, qui fut résolu en utilisant le nom en grec ancien pour le nouvel objet : Δημήτηρ / Dēmḗter. 
La désignation des planètes mineures implique de donner aux corps dont l'orbite est connue avec certitude un numéro définitif. À Cérès, en tant que premier membre découvert de la ceinture d'astéroïdes, fut rétrospectivement attribué le numéro 1. Sa désignation scientifique officielle complète est donc (1) Cérès, ou éventuellement 1 Cérès. Les premiers astéroïdes découverts possèdent un symbole astronomique et celui de Cérès est un arc de cercle avec une croix pointant vers le bas et représentant une faucille, rappelant le fait qu'elle tire son nom de celui d'une déesse de l'agriculture : ,. En codage informatique des caractères, ce symbole est présent dans la table Symboles divers du standard Unicode au code 26B3 (⚳) depuis mars 2008 (Unicode 5.1.0).
L'élément chimique cérium (numéro atomique 58) fut découvert en 1803 par Berzelius et Klaproth, travaillant indépendamment. Berzelius le nomma d'après l'astéroïde. Le palladium fut également nommé d'après Cérès à l'origine, mais son découvreur changea son nom après que le cérium eut son nom définitif ; le palladium fait référence à un autre astéroïde, Pallas.

### Statut

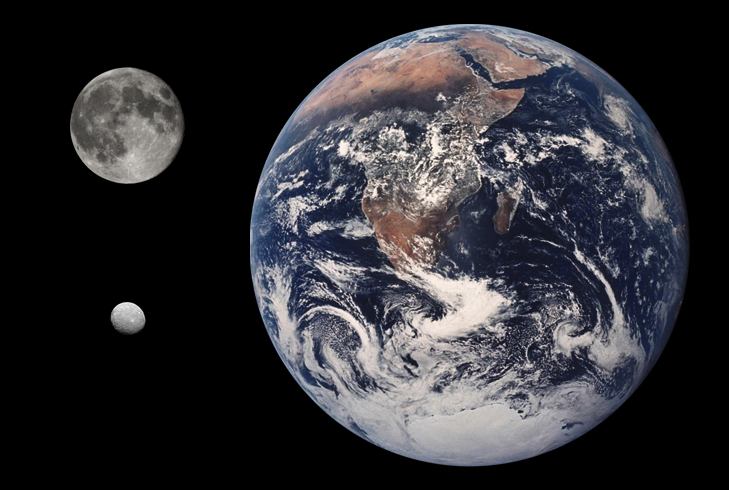
Photomontage illustrant les tailles respectives de la Terre (planète, à droite), de la Lune (gros satellite naturel, en haut à gauche) et de Cérès (astéroïde et planète naine, en bas à gauche).

La classification de Cérès a changé plus d'une fois et a été le sujet de controverses. Johann Elert Bode pensait que Cérès était la « planète manquante » dont il avait postulé l'existence entre Mars et Jupiter, à une distance de 2,8 UA du Soleil. Il lui fut attribué un symbole planétaire et Cérès demeura listé comme planète dans les livres et tables d'astronomie (avec Pallas, Junon et Vesta) pendant un demi-siècle jusqu'à ce que d'autres astéroïdes soient découverts,.
Au fur et à mesure que de nombreux autres objets furent découverts dans la région, les astronomes réalisèrent que Cérès n'était que le premier d'une classe de corps similaires. Ils se révélèrent très petits, ne présentant aucun disque observable, et William Herschel inventa en 1802 le terme d'« astéroïde » (c'est-à-dire « ressemblant à une étoile ») afin de les désigner, écrivant qu'« ils ressemblent tellement à de petites étoiles qu'il est difficile de faire la différence, même avec de très bons télescopes ». Cérès étant le premier astéroïde découvert, il fut désigné par (1) Cérès dans le système moderne de numérotation des astéroïdes dans les années 1850.
En 2006, le débat concernant le statut de Pluton et la définition du terme planète conduisit à reconsidérer le statut de Cérès,. L'une des propositions de définitions présentées devant l'Union astronomique internationale pour la définition d'une planète (un corps en équilibre hydrostatique en orbite autour d'une étoile et n'étant ni une étoile, ni un satellite d'une planète) aurait fait de Cérès la cinquième planète à partir du Soleil. Cette définition ne fut pas adoptée. La définition finale fut annoncée le 24 août 2006, ajoutant qu'une planète devait avoir « nettoyé son voisinage ». Cérès fut alors catégorisé comme planète naine.

## Caractéristiques physiques

### Origine et évolution
Les observations de la sonde Dawn suggèrent que Cérès s'est formée au-delà de Neptune il y a 4,57 milliards d'années avant d'être éjectée de son orbite primordiale par la Grande Migration planétaire pour se stabiliser dans la ceinture d'astéroïdes. Dans la ceinture d'astéroïdes, Pallas et Vesta pourraient également être d'anciennes protoplanètes mais ne possèdent pas une forme sphérique — dans le cas de Vesta, cette difformité pourrait être principalement due à un impact majeur après son accrétion. Il se peut que (243) Ida, un autre corps de la ceinture d'astéroïdes, ait une origine identique[réf. nécessaire].
Peu après sa formation, Cérès s'est différenciée entre un noyau rocheux et un manteau de glace, en raison de l'échauffement provoqué par l'accrétion et peut-être par la désintégration de radioisotopes disparus depuis lors, comme 26Al,. Ce processus provoqua un volcanisme d'eau et une tectonique, qui firent disparaître de nombreuses caractéristiques géologiques. Cependant, Cérès se refroidit par la suite en raison de l'épuisement rapide des sources de chaleur. La glace de la surface s'est graduellement sublimée, laissant derrière elle divers minéraux hydratés : argile et carbonates. Cérès est désormais un corps géologiquement mort dont la surface n'est plus sculptée que par des impacts.
L'existence de quantités significatives de glace d'eau dans Cérès a soulevé la possibilité d'une couche d'eau liquide (éventuellement déjà solidifiée). Cette couche hypothétique, parfois appelée un océan, est - ou était - probablement située entre le noyau et le manteau de glace comme sur Europe. L'existence d'un océan est plus probable si de l'ammoniac ou d'autres substances dissoutes (comme des sels) agissant comme antigel, sont présentes dans l'eau. L'existence possible d'eau liquide dans Cérès en fait une cible potentielle des recherches de vie extraterrestre.

### Orbite

Diagramme illustrant les orbites de Cérès (en bleu) et de plusieurs planètes (en blanc et en gris). Les segments d'orbite de couleur foncée sont situés en dessous du plan de l'écliptique. Les deux diagrammes du haut sont des vues polaires, celui du bas est une vue en perspective.

Cérès est située sur une orbite héliocentrique entre Mars et Jupiter, au sein de la ceinture d'astéroïdes principale. Sa période est de 4,6 ans. Son orbite est modérément inclinée (10,6° par rapport au plan de l'écliptique, à comparer à 7° pour Mercure et 17° pour Pluton) et faiblement excentrique (0,08, celle de Mars vaut 0,09). Les observations effectuées par Hubble en 2003-2004 permirent de déterminer que le pôle Nord de Cérès pointe (à 5° près) dans la direction d'ascension droite 19h 41m et de déclinaison +59°, dans la constellation du Dragon ; l'inclinaison de l'axe de Cérès est très faible (environ 4 ± 5 °),.
La distance moyenne au Soleil est de 2,983 unités astronomiques.
Par le passé, Cérès était considéré comme membre d'une famille d'astéroïdes, un regroupement d'astéroïdes qui partagent des éléments orbitaux similaires et peuvent avoir une origine commune (par exemple, à la suite d'une collision). Cérès possède cependant des propriétés spectrales distinctes des autres membres de cette famille et ce regroupement est désormais appelé famille de Gefion, d'après son membre possédant le numéro le plus petit, (1272) Gefion. Cérès est simplement un intrus dans cette famille, partageant des éléments orbitaux mais pas une origine commune.

### Masse et dimensions

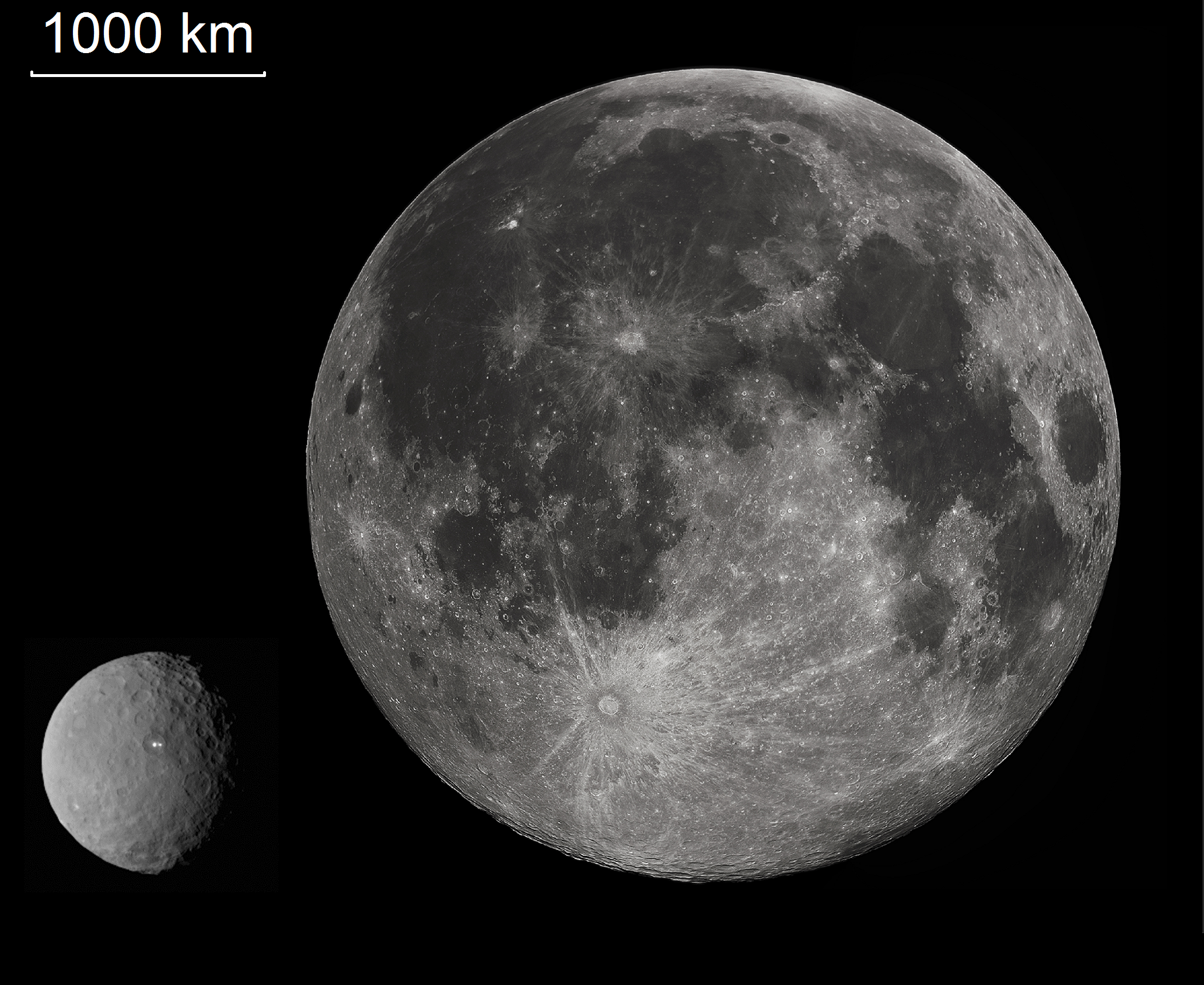
Photomontage permettant de comparer les tailles respectives de Cérès (à gauche) et de la Lune (à droite).

Avec 950 km de diamètre, Cérès est de loin le plus grand objet de la ceinture d'astéroïdes (le plus grand après Cérès est Vesta, qui mesure un peu moins de 600 km dans sa plus grande dimension). C'est en revanche la plus petite et la moins massive des planètes naines officiellement reconnue.
La masse de Cérès a été déterminée en analysant son influence sur de petits astéroïdes. Cette valeur diffère cependant suivant les auteurs. La valeur la plus souvent citée est d'environ 9,5 × 1020 kg, soit 950 millions de milliards de tonnes. La masse de Cérès forme donc environ le tiers de la masse totale estimée de tous les astéroïdes de la ceinture principale, (3,0 ± 0,2) × 1021 kg.
Cérès a une taille et une masse suffisantes pour être proche de l'équilibre hydrostatique et est donc de forme quasi sphérique. Les autres grands astéroïdes tels que Pallas, Junon et Vesta sont nettement plus irréguliers.
La pesanteur à la surface de Cérès est estimée à 3 % de celle à la surface de la Terre, soit une accélération de la gravité de 30 cm s−2 (un corps qui chute à la surface de Cérès accélère de 30 cm/s à chaque seconde).

### Géologie

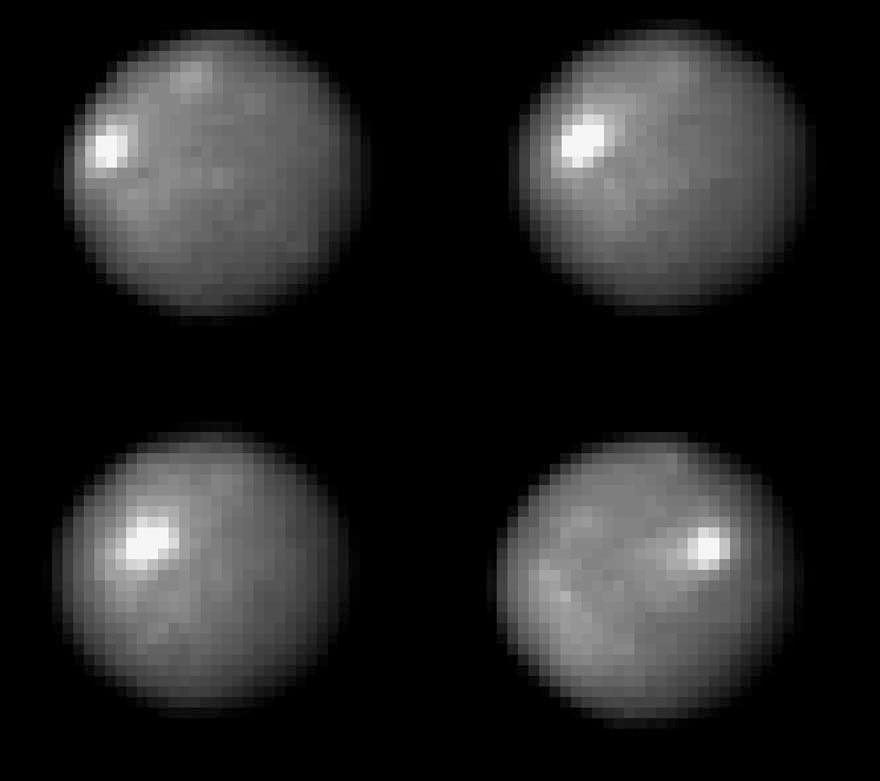
Photographies de Cérès prises par le télescope spatial Hubble en 2005 avec une résolution d'environ 30 km. La première image (en haut à gauche) est séparée de 2 h 20 min de la dernière (en bas à droite) ; Cérès a ainsi effectué un quart de révolution au cours des quatre images. La nature des taches claires, a intrigué les géologues, même lorsque la sonde Dawn s'est approchée de Céres (cliché ci-dessous).

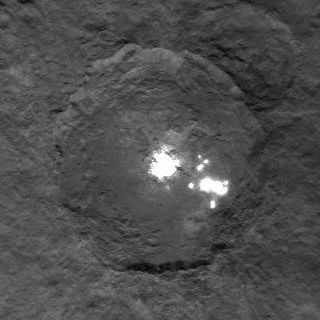
Le cratère Occator photographié par Dawn à 4400 km le 6 juin 2015. Selon les scientifiques de l’Institut Max Planck, les taches claires correspondraient à d’anciens geysers ou de l'eau sublimée.

La composition de la surface de Cérès est largement similaire, mais pas identique, à celle des astéroïdes de type C. Le spectre infrarouge de Cérès fait apparaître des matériaux hydratés qui indiquent la présence de quantités significatives d'eau à l'intérieur de l'objet. Parmi les autres possibles constituants de la surface, il y aurait de l'argile riche en fer (cronstedtite) et des composés carbonatés (dolomite et sidérite), minéraux courants dans les météorites chondrites carbonées. Les caractéristiques spectrales des carbonates et de l'argile sont généralement absentes du spectre des autres astéroïdes de type C. Cérès est parfois classifié comme un astéroïde de type G.
La cartographie opérée dans le visible et l'infrarouge par le spectromètre à bord de Dawn a révélé la présence d'un pic d'absorption vers 3,4 µm. Ce pic, qui est caractéristique de la matière organique aliphatique, est principalement observable dans une région d'environ 1 000 km2, à proximité du cratère Ernutet (it). La présence sur Cérès de minéraux hydratés contenant de l'ammoniac, de la glace d'eau, des carbonates, des sels et de la matière organique indique un environnement chimique très complexe, éventuellement favorable à la chimie prébiotique,.
La surface de Cérès est relativement chaude. La température diurne maximale fut estimée à 235 K (environ −38 °C) le 5 mai 1991. En tenant compte de la distance de Cérès au Soleil lors de cette mesure, il fut possible d'estimer que la température maximale est d'environ 239 K (environ −34 °C) au périhélie. Quelques indices laissent à penser que Cérès possède une atmosphère ténue et du givre. Des observations dans l'ultraviolet effectuées par le télescope International Ultraviolet Explorer (IUE) ont détecté de la vapeur d'eau près du pôle nord.

Diagramme illustrant la structure géologique de Cérès.

Il existe divers points singuliers de nature incertaine à la surface de Cérès. Les photographies ultraviolettes en haute résolution prises par le télescope spatial Hubble en 1995 montrèrent un point sombre sur sa surface, qui fut surnommé « Piazzi » en l'honneur du découvreur de Cérès et dont on pensait qu'il s'agissait d'un cratère. Des images ultérieures, prises en plus haute résolution par le télescope Keck par optique adaptative sur une rotation complète, ne montrèrent aucun signe de « Piazzi ». Cependant, deux zones sombres semblaient se déplacer avec la rotation de la planète naine, l'une d'entre elles possédant une région centrale brillante. Les scientifiques ont émis l'hypothèse qu'il s'agit également de cratères. Les images les plus récentes, prises par Hubble en lumière visible en 2003 et 2004, mettent en évidence onze points singuliers de nature inconnue à la surface de Cérès,. L'une de ces zones correspond à « Piazzi ». Les zones de faible albédo observées par Keck n'ont pas pu être identifiées sur ces images. En 2014, des images de geysers sont confirmées par l'observatoire spatial Herschel de l'Agence spatiale européenne. 
Autres curiosités découvertes par la sonde Dawn en 2015 : le mont Ahuna, une montagne de forme conique et d'environ 6 000 mètres d'altitude et surtout de mystérieuses taches claires au fond de différents cratères, dont les plus spectaculaires sont celles du cratère Occator, large de 90 km, et que l'on retrouve également sur le cratère Kupalo (26 km de diamètre), photographié le 21 décembre 2015 à 385 km d'altitude. Parmi les autres cratères particulièrement étudiés : Yalode (270 km de diamètre), Urvara (en) (160 km de diamètre), Dantu (120 km de diamètre, typique pour son sol fracturé), Ikapati (50 km de diamètre) et Haulani (30 km de diamètre), dont les survols sont reconstitués dans un film réalisé par la NASA en images de synthèse. 
Peter Thomas de l'Université Cornell a émis l'hypothèse selon laquelle l'intérieur de Cérès est différencié. Son aplatissement semble trop faible pour un corps indifférencié, ce qui indique qu'il est constitué d'un noyau rocheux entouré d'un manteau glacé. Ce manteau, d'une épaisseur de 60  à   120 km, pourrait contenir 200 000 000 km3 d'eau (16 à 26 % de la masse de Cérès), soit plus que la totalité de l'eau douce sur Terre (environ 35 millions de km3).
Deux études en 2018, à partir d'analyses en spectrométrie visuelle et infra-rouge de la sonde Dawn, ont confirmé que Cérès était un corps actif aussi bien d'un point de vue géologique que chimique :
- des variations à très court terme des quantités de glace d'eau, en particulier sur les parois du cratère Juling, ont été observées entre avril et octobre 2016[55] ;
- par ailleurs, des changements récents de la topographie de l’astéroïde sont prouvés par l'identification de plusieurs zones où des carbonates hydratés sont exposés en surface, alors que ceux-ci devraient se déshydrater assez rapidement[56].

Fin 2018, une étude également étayée par la sonde Dawn a montré que la croûte de Cérès est extrêmement riche en carbone, celui-ci représentant 20 % en masse des roches de la surface.

### Atmosphère
Le 22 janvier 2014, l'Agence spatiale européenne a annoncé la première détection de vapeur d'eau dans l'atmosphère de Cérès. Ceci a été largement confirmé en mars 2018 par les observations de la sonde Dawn.

## Observation depuis la Terre
Lorsque Cérès est en opposition à proximité de son périhélie, elle peut atteindre une magnitude apparente de 6,7. On considère généralement que cette valeur est trop faible pour que l'objet soit visible à l'œil nu, mais il est néanmoins possible pour une personne dotée d'une excellente vue et dans des conditions d'observation exceptionnelles de percevoir la planète naine. Les seuls astéroïdes pouvant atteindre une telle magnitude sont Vesta et, pendant de rares oppositions à leur périhélie, Pallas et Iris. Au maximum de sa luminosité, Cérès n'est pas l'astéroïde le plus brillant ; Vesta peut atteindre la magnitude 5,4, la dernière fois en mai et juin 2007. Aux conjonctions, Cérès atteint la magnitude de 9,3, ce qui correspond aux objets les moins lumineux qui puissent être visibles à l'aide de jumelles 10×50. La planète naine peut donc être vue aux jumelles dès qu'elle est au-dessus de l'horizon par une nuit noire. Pallas et Iris sont invisibles aux jumelles par de petites élongations.
Le tableau suivant résume les phases d'observabilité de Cérès entre 2006 et 2017.
| Début rétrogradation | Opposition        | Opposition    | Opposition | Fin rétrogradation | Conjonction      |
| Début rétrogradation | Date              | Distance (UA) | Magnitude  | Fin rétrogradation | Conjonction      |
| -------------------- | ----------------- | ------------- | ---------- | ------------------ | ---------------- |
| 26 juin 2006         | 12 août 2006      | 1,983         | 7,6        | 27 novembre 2006   | 22 mars 2007     |
| 20 septembre 2007    | 9 novembre 2007   | 1,837         | 7,2        | 1er janvier 2008   | 28 juin 2008     |
| 17 janvier 2009      | 24 février 2009   | 1,585         | 6,9        | 16 avril 2009      | 31 octobre 2009  |
| 28 avril 2010        | 18 juin 2010      | 1,820         | 7,0        | 9 août 2010        | 30 janvier 2011  |
| 31 juillet 2011      | 16 septembre 2011 | 1,992         | 7,7        | 12 novembre 2011   | 26 avril 2012    |
| 30 octobre 2012      | 17 décembre 2012  | 1,688         | 6,7        | 4 février 2013     | 17 août 2013     |
| 1er mars 2014        | 15 avril 2014     | 1,633         | 7,0        | 7 juin 2014        | 10 décembre 2014 |
| 6 juin 2015          | 25 juillet 2015   | 1,943         | 7,5        | 16 septembre 2015  | 3 mars 2016      |
| 1er septembre 2016   | 20 octobre 2016   | 1,908         | 7,4        | 15 décembre 2016   | 5 juin 2017      |

Les événements suivants figurent parmi les principales observations de Cérès : 
- Une occultation d'une étoile par Cérès a été observée au Mexique, en Floride et à travers les Antilles le 13 novembre 1984[62] ;
- Des images dans l'ultraviolet ont été prises par le télescope spatial Hubble en 1995, avec une résolution de 50 km[63],[40] ;
- Des images dans l'infrarouge d'une résolution de 30 km, prises par le télescope Keck en 2002 à l'aide d'une optique adaptative[45] ;
- En novembre 2007, la meilleure résolution était issue d'images en lumière visible prises en 2003/2004. Leurs résolutions était de 30 km. Elles ont été prises par Hubble[46],[7].

## Exploration par la sondeDawn

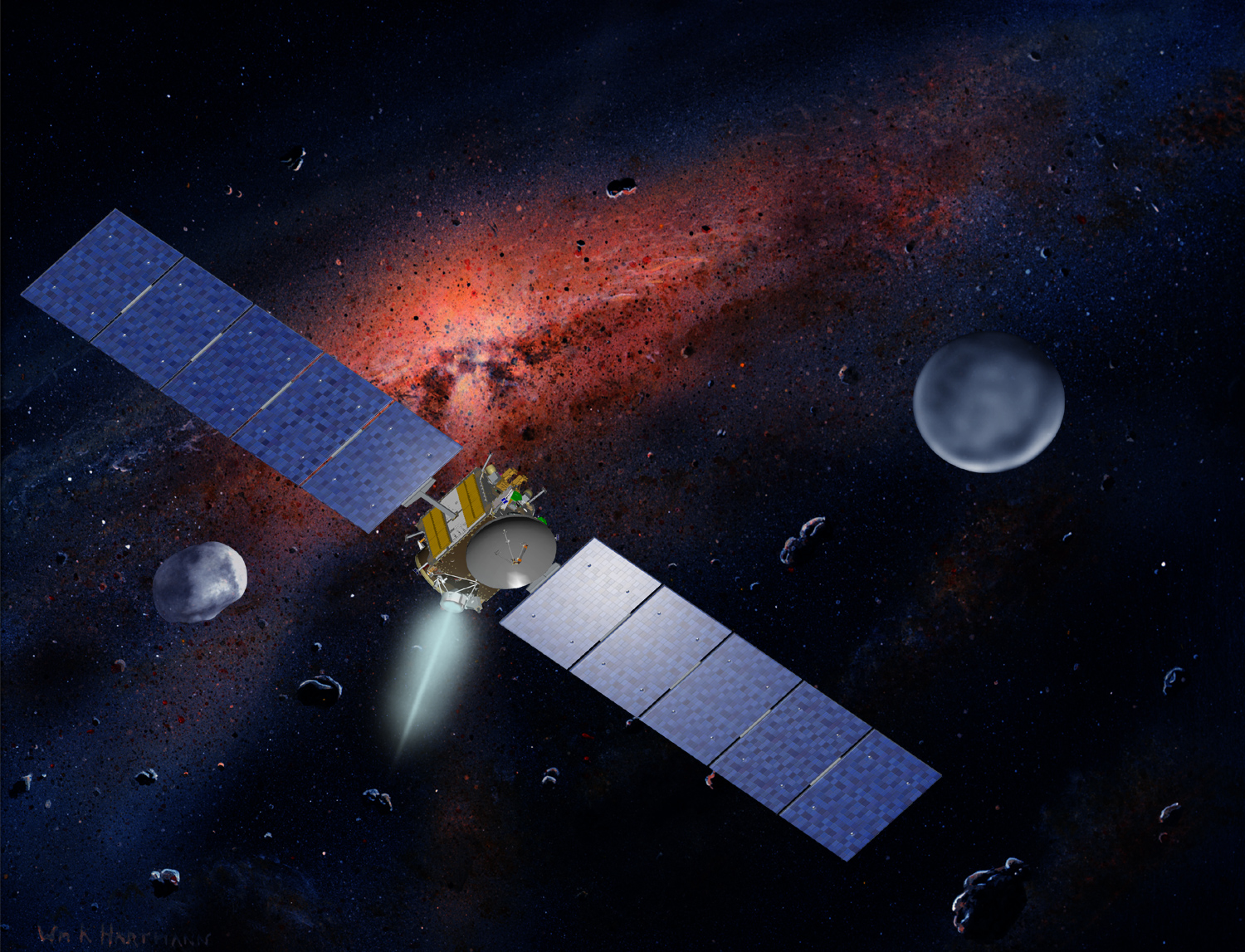
Vue d'artiste de la mission spatiale Dawn destinée à visiter Vesta (à gauche) et Cérès (à droite).

Cérès constitue le deuxième objectif de la sonde Dawn, après l'astéroïde Vesta. Parmi les instruments, la sonde compte une caméra, un spectromètre dans l'infrarouge et le visible, ainsi qu'un détecteur de rayons gamma et de neutrons. Ils servent à examiner la forme de la planète naine et ses différents éléments. Lancée en septembre 2007, la sonde tourne autour de Vesta de juillet 2011 à septembre 2012, puis elle est dirigée vers Cérès, autour de laquelle elle est mise en orbite le 6 mars 2015, à une altitude de 61 000 km. Par la suite, son orbite est rabaissée à trois reprises en 2015,.
Le 9 mai 2015, son système de propulsion ionique est rallumé afin de rabaisser son orbite à 4 400 km, altitude qu'elle a atteint le 6 juin. La sonde envoie des photographies d'un relief de 5–6 km d'altitude et de forme conique (et non pyramidale comme il a été écrit). Les images sont diffusées par la NASA quelques jours plus tard.
Début août 2015, l'altitude est abaissée à 1 470 km et de nouvelles photographies sont envoyées le 19. Début décembre 2015, Dawn réduit encore sa distance, jusqu'à atteindre l'altitude de 385 km le 8. Les images envoyées depuis sont d'une précision inégalée.
En octobre 2017, la NASA annonce que Dawn devrait se rapprocher à une orbite inférieure à 200 km, altitude qu'elle conserve jusqu'à l'épuisement de son carburant le 31 octobre 2018. Dawn est depuis un satellite passif de Cérès,,,.  
En mars 2018, de nouvelles conclusions sont publiées sur la base de données obtenues par Dawn d'avril à octobre 2016. Elles montrent que Cérès a une structure plus complexe que prévu, et surtout qu'il s'agit d'une planète naine encore très active avec une croissance de l'épaisseur de la glace sur les murs de cratère,. C'est la première fois qu'une évolution de la surface de Cérès est mise en évidence.

## Galerie

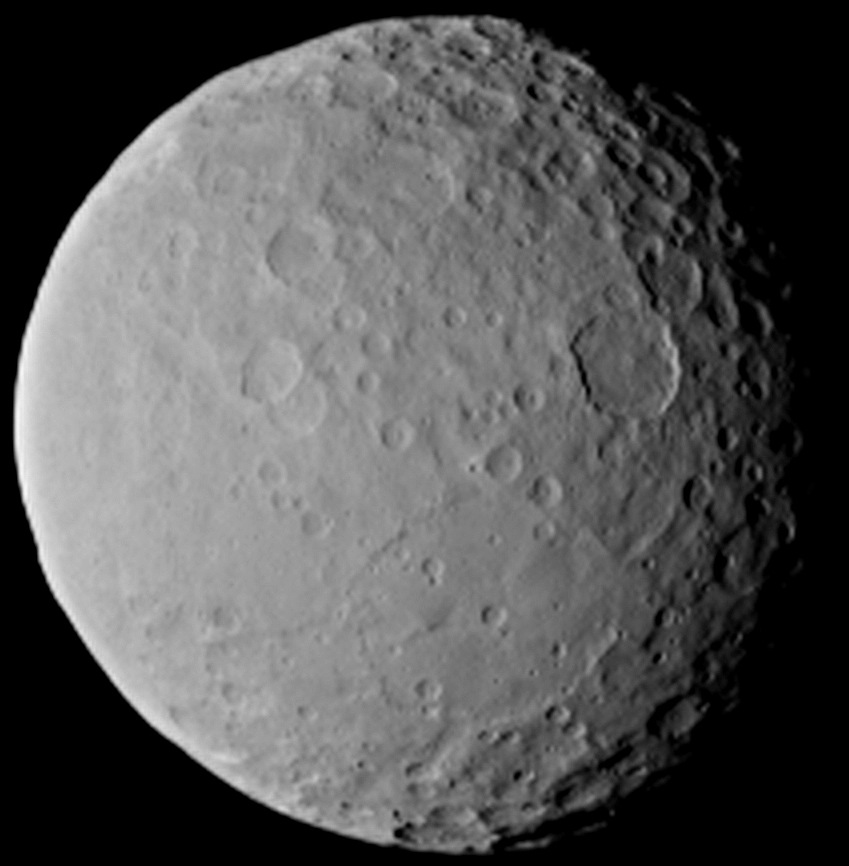
Une face de Cérès, vue par Dawn le 19 février 2015 à environ 46 000 km de distance.
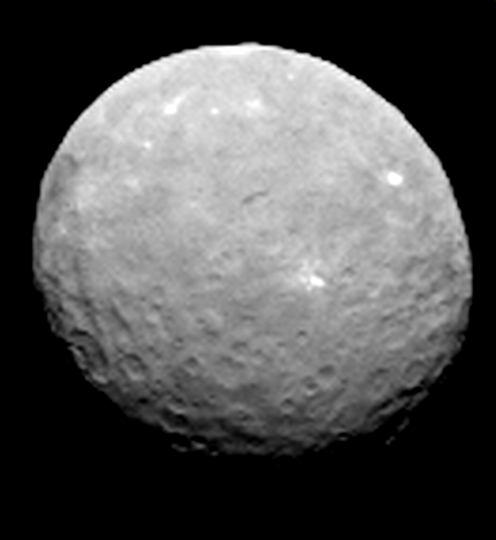
Photo de Cérès prise par Dawn le 12 février 2015. Au moment de sa capture, cette image faisait partie d'une série d'images de Cérès à la plus haute résolution alors atteinte.
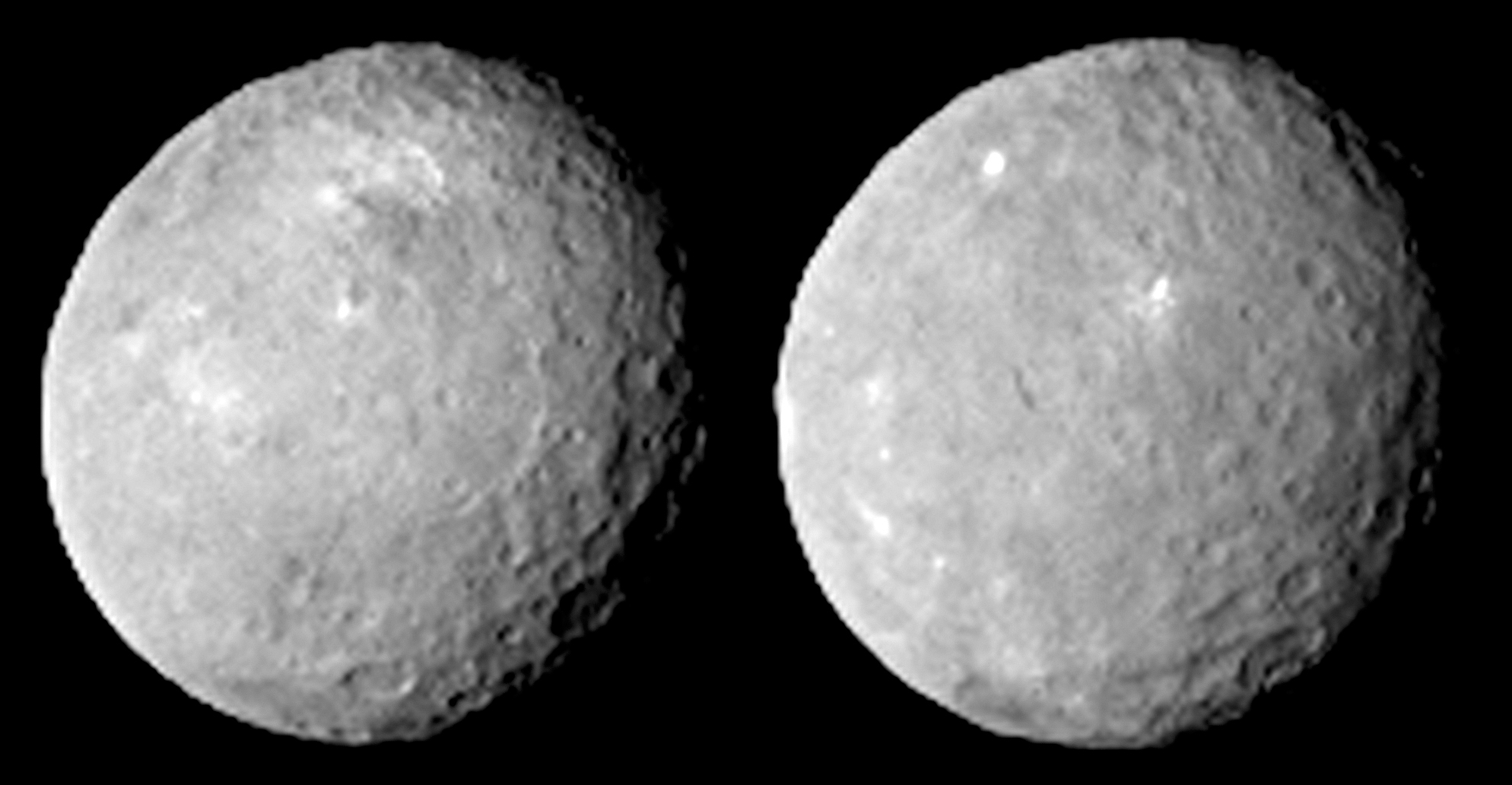
Cérès vue par Dawn le 12 février 2015, à seulement 83 000 kilomètres de distance.
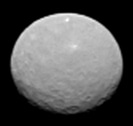
Cérès par Dawn le 4 février 2015, à seulement 145 000 kilomètres de la surface de l'astéroïde. La résolution est de 14 kilomètres par pixel.
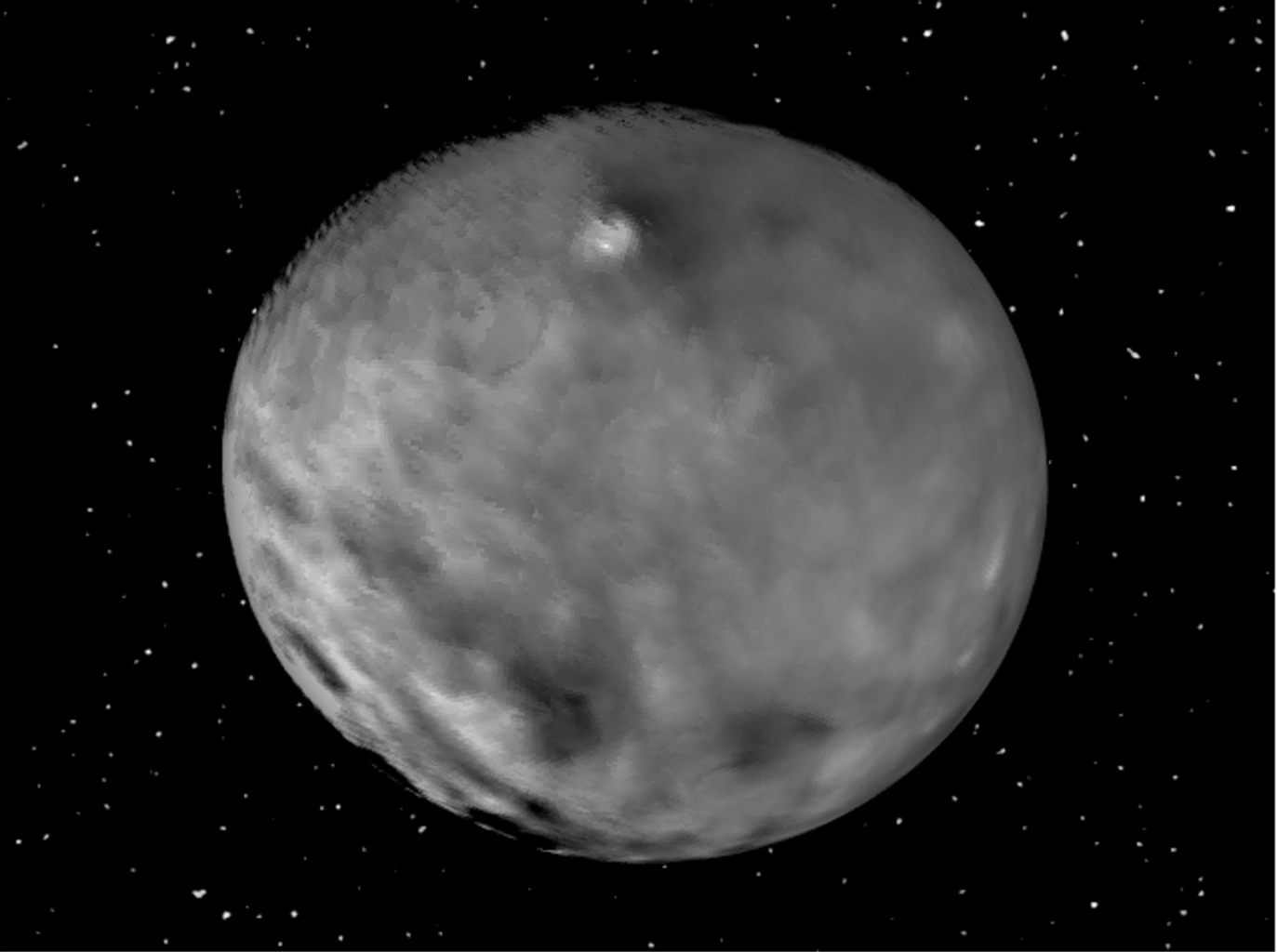
Cérès par Dawn le 4 février 2015.
Vidéo animée composite, avec contraste renforcé, de Cérès par Dawn le 4 février 2015.
Vidéo animée composite de Cérès par Dawn le 4 février 2015.
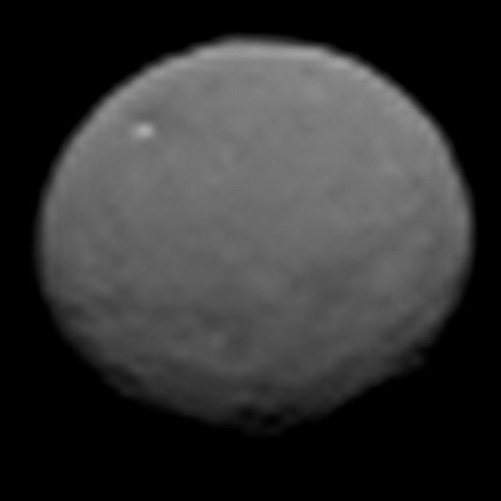
Cérès par Dawn le 25 janvier 2015, à 237 000 kilomètres de distance[77]. La résolution de l'image est 30 % supérieure à celle de Hubble en 2003/4[77].
Vidéo animée composite de Cérès par Dawn le 13 janvier 2015[78],[79].

## Cérès dans la culture
- Dans la série littéraire Asteroid Wars (en) écrite par Ben Bova, une petite base minière est établie sur Cérès.
- Le roman court Cérès et Vesta écrit par Greg Egan se déroule en parallèle sur Cérès et Vesta qui ont été colonisés et sont habités par des êtres humains.
- Dans la série littéraire The Expanse écrite par James S. A. Corey, Cérès est la plus grande colonie humaine de la ceinture d'astéroïdes, habitée par six millions de personnes.